# 格雷格·貝哈爾特
格雷格·馬修·貝哈爾特（英語：Gregg Matthew Berhalter；1973年8月1日—），美國職業足球員，司職後衛，運動員時期曾參加2002年和2006年世界盃，退役後轉任教練。曾擔任美國國家足球隊的主教練一職。

## 生涯
貝哈爾特是第一位在世界杯上出場的水晶宮球員，他隨同美國隊參加了2002年韓日世界杯。淘汰賽階段，貝哈爾特頂替了受傷的傑夫·阿古斯。貝哈爾特在2-0戰勝墨西哥的比賽中首發出場並打滿90分鐘，與德國的八強戰中，貝哈爾特繼續首發登場，但球隊一球小負於德國。
四年後，貝哈爾特再次入選了美國隊的2006年世界杯大名單，不過並沒有登場亮相，美國隊最終在小組賽結束後就被淘汰。
在退役後，貝哈爾特曾於2011至2013年執教過哈馬比，此後他在2013年11月6日出任了哥倫布機員的主帥，他率領球隊在2015年進入了美國職業足球大聯盟的總決賽。
美國足球協會官方宣佈，主帥貝哈爾特出任了國家隊的新任主帥。

## 外部連結
- fussballdaten.de：格雷格·貝哈爾特之統計數據 （德文）